# Calyptomyrmex piripilis
Calyptomyrmex piripilis é uma espécie de formiga do gênero Calyptomyrmex, pertencente à subfamília Myrmicinae.